# Jonatan Johansson
Jonatan Lillebror Johansson (Stoccolma, 16 agosto 1975) è un allenatore di calcio ed ex calciatore finlandese, di ruolo attaccante.
È soprannominato Tintti (cioè Tintin).

## Biografia
È sposato con la scozzese Jean Anderson, ex conduttrice televisiva, dal giugno 2008.

## Carriera

### Club
Johansson nacque in Svezia, a Stoccolma e iniziò la sua carriera in Finlandia nel club della città dove abitava, il Pargaf IF. Nel 1995 firmò per il Turun Palloseura, club della Veikkausliiga, la prima divisione finlandese. Alla sua prima stagione segnò 6 gol in 32 presenze e fu scelto per giocare nella Nazionale di calcio finlandese Under-21. Nel 1997 si trasferì nel Flora Tallinn diventando il primo calciatore finlandese a giocare in Estonia. L'inizio fulminante con il Flora Tallinn attirò l'interesse dei Rangers che lo acquistò per 500,000 sterline nello stesso anno. Inizialmente Johansson trovò difficoltà ad inserirsi nella formazione di Walter Smith, ma l'arrivo del nuovo allenatore Dick Advocaat gli permise di mettersi più in mostra. Nella stagione 1998/1999, segnò 17 gol tra cui 8 in campionato e 5 in Coppa UEFA.
La stagione seguente segnò 7 gol portando il suo score complessivo a 24 gol in 75 presenze, di cui solo 37 da titolare. Pur non essendo mai stato considerato titolare, l'esperienza scozzese di Johansson fu proficua. Nell'estate del 2000 si trasferì in Premier League, firmando per il Charlton Athletic che lo pagò 3,25 milioni di sterline. Nella sua prima stagione, nonostante un infortunio, Johansson segnò 14 gol. Nelle stagioni successive non riuscì a ripetere le prestazioni della prima stagione e dovette accontentarsi di un ruolo di minor rilievo nella squadra. Nel gennaio 2006, Johansson venne ceduto in prestito al Norwich City fino al termine della stagione. Johansson qui tentò di riscattarsi, riuscendoci in parte; andò a segno contro Ipswich Town, Derby County e Stoke City.
Nell'agosto 2006 si trasferì a parametro zero, al Malmö FF, club di prima divisione svedese. Qui giocò assieme al compagno di Nazionale Jari Litmanen. Ebbe subito un grande successo, segnando 11 gol in 14 presenze nella prima stagione e formando una forte coppia offensiva assieme al brasiliano José Júnior. Il contratto con il Malmö FF scadde nell'estate 2008 e il 13 novembre 2008, Johansson firmò un pre-contratto con l'Hibernian. Nel dicembre 2008 iniziò ad allenarsi con la squadra ma solo il 1º gennaio 2009 entrò ufficialmente in squadra firmando un contratto della durata di 18 mesi (fino al giugno 2010).
Ha debuttato con la maglia degli Hibs il 3 gennaio 2009 nel derby di Edimburgo contro gli Hearts. Nel mese di settembre 2009 il club ha comunicato la rescissione del contratto di Johansson.
Il 27 ottobre 2009 ha firmato un mini-contratto con il St. Johnstone con scadenza a gennaio 2010. Nel febbraio 2010 è tornato in patria, accasandosi al Turun Palloseura.

### Nazionale
Con i suoi 22 gol segnati è terzo nella classifica dei cannonieri di sempre della Finlandia, guidata da Jari Litmanen.
Johansson debuttò in Nazionale il 16 marzo 1996 contro il Kuwait e bagnò il debutto con il suo primo gol internazionale.
Il 28 marzo 2009, durante la partita Galles-Finlandia valida per le qualificazioni al campionato mondiale di calcio 2010, Johansson segnò il gol dello 0-1 (partita poi vinta dalla Finlandia per 0-2) e fu vittima di un amaro attacco verbale da parte dell'attaccante gallese Craig Bellamy. Questo il contenuto: "Johansson ha segnato, ma non so come. Non penso sia un calciatore abbastanza bravo da segnare." Il 14 ottobre 2009 ha festeggiato la sua 100ª presenza in Nazionale segnando un gol alla Germania.

## Statistiche

### Cronologia presenze e reti in Nazionale
| Cronologia completa delle presenze e delle reti in nazionale ― Finlandia | Cronologia completa delle presenze e delle reti in nazionale ― Finlandia | Cronologia completa delle presenze e delle reti in nazionale ― Finlandia | Cronologia completa delle presenze e delle reti in nazionale ― Finlandia | Cronologia completa delle presenze e delle reti in nazionale ― Finlandia | Cronologia completa delle presenze e delle reti in nazionale ― Finlandia | Cronologia completa delle presenze e delle reti in nazionale ― Finlandia | Cronologia completa delle presenze e delle reti in nazionale ― Finlandia |
| Data                                                                     | Città                                                                    | In casa                                                                  | Risultato                                                                | Ospiti                                                                   | Competizione                                                             | Reti                                                                     | Note                                                                     |
| ------------------------------------------------------------------------ | ------------------------------------------------------------------------ | ------------------------------------------------------------------------ | ------------------------------------------------------------------------ | ------------------------------------------------------------------------ | ------------------------------------------------------------------------ | ------------------------------------------------------------------------ | ------------------------------------------------------------------------ |
| 16-3-1996                                                                | Adiliya                                                                  | Kuwait                                                                   | 0 – 1                                                                    | Finlandia                                                                | Amichevole                                                               | 1                                                                        | 61’                                                                      |
| 12-2-1997                                                                | Denizli                                                                  | Turchia                                                                  | 1 – 1                                                                    | Finlandia                                                                | Amichevole                                                               | -                                                                        | 88’                                                                      |
| 21-2-1997                                                                | Kuala Lumpur                                                             | Malaysia                                                                 | 2 – 1                                                                    | Finlandia                                                                | Amichevole                                                               | -                                                                        |                                                                          |
| 23-2-1997                                                                | Kuala Lumpur                                                             | Cina                                                                     | 2 – 1                                                                    | Finlandia                                                                | Amichevole                                                               | -                                                                        | 43’                                                                      |
| 30-4-1997                                                                | Oslo                                                                     | Norvegia                                                                 | 1 – 1                                                                    | Finlandia                                                                | Qual. Mondiali 1998                                                      | -                                                                        | 74’ 82’                                                                  |
| 8-6-1997                                                                 | Helsinki                                                                 | Finlandia                                                                | 3 – 0                                                                    | Azerbaigian                                                              | Qual. Mondiali 1998                                                      | -                                                                        | 61’                                                                      |
| 20-8-1997                                                                | Helsinki                                                                 | Finlandia                                                                | 0 – 4                                                                    | Norvegia                                                                 | Qual. Mondiali 1998                                                      | -                                                                        | 46’                                                                      |
| 11-10-1997                                                               | Helsinki                                                                 | Finlandia                                                                | 1 – 1                                                                    | Ungheria                                                                 | Qual. Mondiali 1998                                                      | -                                                                        | 89’                                                                      |
| 5-2-1998                                                                 | Limassol                                                                 | Cipro                                                                    | 1 – 1                                                                    | Finlandia                                                                | Amichevole                                                               | 1                                                                        |                                                                          |
| 9-2-1998                                                                 | Larnaca                                                                  | Slovacchia                                                               | 2 – 0                                                                    | Finlandia                                                                | Amichevole                                                               | -                                                                        |                                                                          |
| 25-3-1998                                                                | Ta' Qali                                                                 | Malta                                                                    | 0 – 2                                                                    | Finlandia                                                                | Amichevole                                                               | -                                                                        | 71’                                                                      |
| 22-4-1998                                                                | Edimburgo                                                                | Scozia                                                                   | 1 – 1                                                                    | Finlandia                                                                | Amichevole                                                               | 1                                                                        | 51’                                                                      |
| 27-5-1998                                                                | Helsinki                                                                 | Finlandia                                                                | 0 – 0                                                                    | Germania                                                                 | Amichevole                                                               | -                                                                        |                                                                          |
| 5-6-1998                                                                 | Helsinki                                                                 | Finlandia                                                                | 0 – 1                                                                    | Francia                                                                  | Amichevole                                                               | -                                                                        | 68’                                                                      |
| 19-8-1998                                                                | Košice                                                                   | Slovacchia                                                               | 0 – 0                                                                    | Finlandia                                                                | Amichevole                                                               | -                                                                        | 75’                                                                      |
| 5-9-1998                                                                 | Helsinki                                                                 | Finlandia                                                                | 3 – 2                                                                    | Moldavia                                                                 | Qual. Euro 2000                                                          | 1                                                                        | 80’                                                                      |
| 10-10-1998                                                               | Belfast                                                                  | Irlanda del Nord                                                         | 1 – 0                                                                    | Finlandia                                                                | Qual. Euro 2000                                                          | -                                                                        |                                                                          |
| 14-10-1998                                                               | Istanbul                                                                 | Turchia                                                                  | 1 – 3                                                                    | Finlandia                                                                | Qual. Euro 2000                                                          | 1                                                                        | 89’                                                                      |
| 10-2-1999                                                                | Ta' Qali                                                                 | Finlandia                                                                | 1 – 1                                                                    | Polonia                                                                  | Amichevole                                                               | 1                                                                        |                                                                          |
| 31-3-1999                                                                | Norimberga                                                               | Germania                                                                 | 2 – 0                                                                    | Finlandia                                                                | Qual. Euro 2000                                                          | -                                                                        |                                                                          |
| 5-6-1999                                                                 | Helsinki                                                                 | Finlandia                                                                | 2 – 4                                                                    | Turchia                                                                  | Qual. Euro 2000                                                          | -                                                                        |                                                                          |
| 9-6-1999                                                                 | Chișinău                                                                 | Moldavia                                                                 | 0 – 0                                                                    | Finlandia                                                                | Qual. Euro 2000                                                          | -                                                                        | 61’                                                                      |
| 18-8-1999                                                                | Bruges                                                                   | Belgio                                                                   | 3 – 4                                                                    | Finlandia                                                                | Amichevole                                                               | 2                                                                        | 74’                                                                      |
| 4-9-1999                                                                 | Helsinki                                                                 | Finlandia                                                                | 1 – 2                                                                    | Germania                                                                 | Qual. Euro 2000                                                          | -                                                                        |                                                                          |
| 9-10-1999                                                                | Helsinki                                                                 | Finlandia                                                                | 4 – 1                                                                    | Irlanda del Nord                                                         | Qual. Euro 2000                                                          | 1                                                                        |                                                                          |
| 3-6-2000                                                                 | Riga                                                                     | Lettonia                                                                 | 1 – 0                                                                    | Finlandia                                                                | Amichevole                                                               | -                                                                        |                                                                          |
| 2-9-2000                                                                 | Helsinki                                                                 | Finlandia                                                                | 2 – 1                                                                    | Albania                                                                  | Qual. Mondiali 2002                                                      | -                                                                        | 58’                                                                      |
| 7-10-2000                                                                | Atene                                                                    | Grecia                                                                   | 1 – 0                                                                    | Finlandia                                                                | Qual. Mondiali 2002                                                      | -                                                                        | 64’                                                                      |
| 11-10-2000                                                               | Helsinki                                                                 | Finlandia                                                                | 0 – 0                                                                    | Inghilterra                                                              | Qual. Mondiali 2002                                                      | -                                                                        |                                                                          |
| 15-11-2000                                                               | Dublino                                                                  | Irlanda                                                                  | 3 – 0                                                                    | Finlandia                                                                | Amichevole                                                               | -                                                                        | 46’                                                                      |
| 28-2-2001                                                                | Lussemburgo                                                              | Lussemburgo                                                              | 0 – 1                                                                    | Finlandia                                                                | Amichevole                                                               | -                                                                        | 90’                                                                      |
| 24-3-2001                                                                | Londra                                                                   | Inghilterra                                                              | 2 – 1                                                                    | Finlandia                                                                | Qual. Mondiali 2002                                                      | -                                                                        |                                                                          |
| 25-4-2001                                                                | Budapest                                                                 | Ungheria                                                                 | 0 – 0                                                                    | Finlandia                                                                | Amichevole                                                               | -                                                                        | 87’                                                                      |
| 9-5-2001                                                                 | Kuressaare                                                               | Estonia                                                                  | 1 – 1                                                                    | Finlandia                                                                | Amichevole                                                               | -                                                                        | 83’                                                                      |
| 2-6-2001                                                                 | Helsinki                                                                 | Finlandia                                                                | 2 – 2                                                                    | Germania                                                                 | Qual. Mondiali 2002                                                      | -                                                                        | 72’                                                                      |
| 15-8-2001                                                                | Helsinki                                                                 | Finlandia                                                                | 4 – 1                                                                    | Belgio                                                                   | Amichevole                                                               | -                                                                        | 63’                                                                      |
| 1-9-2001                                                                 | Tirana                                                                   | Albania                                                                  | 0 – 2                                                                    | Finlandia                                                                | Qual. Mondiali 2002                                                      | -                                                                        | 67’                                                                      |
| 5-9-2001                                                                 | Helsinki                                                                 | Finlandia                                                                | 5 – 1                                                                    | Grecia                                                                   | Qual. Mondiali 2002                                                      | -                                                                        | 81’                                                                      |
| 6-10-2001                                                                | Gelsenkirchen                                                            | Germania                                                                 | 0 – 0                                                                    | Finlandia                                                                | Qual. Mondiali 2002                                                      | -                                                                        | 66’                                                                      |
| 20-3-2002                                                                | Cartagena                                                                | Corea del Sud                                                            | 2 – 0                                                                    | Finlandia                                                                | Amichevole                                                               | -                                                                        | 82’                                                                      |
| 27-3-2002                                                                | Porto                                                                    | Portogallo                                                               | 1 – 4                                                                    | Finlandia                                                                | Amichevole                                                               | -                                                                        | 68’                                                                      |
| 17-4-2002                                                                | Prilep                                                                   | Macedonia                                                                | 1 – 0                                                                    | Finlandia                                                                | Amichevole                                                               | -                                                                        | 72’                                                                      |
| 22-5-2002                                                                | Helsinki                                                                 | Finlandia                                                                | 2 – 1                                                                    | Lettonia                                                                 | Amichevole                                                               | -                                                                        | 46’                                                                      |
| 21-8-2002                                                                | Helsinki                                                                 | Finlandia                                                                | 0 – 3                                                                    | Irlanda                                                                  | Amichevole                                                               | -                                                                        | 59’                                                                      |
| 7-9-2002                                                                 | Helsinki                                                                 | Finlandia                                                                | 0 – 2                                                                    | Galles                                                                   | Qual. Euro 2004                                                          | -                                                                        | 71’                                                                      |
| 16-10-2002                                                               | Belgrado                                                                 | Jugoslavia                                                               | 2 – 0                                                                    | Finlandia                                                                | Qual. Euro 2004                                                          | -                                                                        | 59’                                                                      |
| 12-2-2003                                                                | Belfast                                                                  | Irlanda del Nord                                                         | 0 – 1                                                                    | Finlandia                                                                | Amichevole                                                               | -                                                                        | 61’                                                                      |
| 29-3-2003                                                                | Palermo                                                                  | Italia                                                                   | 2 – 0                                                                    | Finlandia                                                                | Qual. Euro 2004                                                          | -                                                                        | 35’                                                                      |
| 30-4-2003                                                                | Vantaa                                                                   | Finlandia                                                                | 3 – 0                                                                    | Islanda                                                                  | Amichevole                                                               | 1                                                                        | 69’                                                                      |
| 22-5-2003                                                                | Oslo                                                                     | Norvegia                                                                 | 2 – 0                                                                    | Finlandia                                                                | Amichevole                                                               | -                                                                        | 63’                                                                      |
| 11-6-2003                                                                | Helsinki                                                                 | Finlandia                                                                | 0 – 2                                                                    | Italia                                                                   | Qual. Euro 2004                                                          | -                                                                        | 79’                                                                      |
| 20-8-2003                                                                | Copenaghen                                                               | Danimarca                                                                | 1 – 1                                                                    | Finlandia                                                                | Amichevole                                                               | -                                                                        | 46’                                                                      |
| 6-9-2003                                                                 | Baku                                                                     | Azerbaigian                                                              | 1 – 2                                                                    | Finlandia                                                                | Qual. Euro 2004                                                          | -                                                                        | 46’                                                                      |
| 28-4-2004                                                                | Zenica                                                                   | Bosnia ed Erzegovina                                                     | 1 – 0                                                                    | Finlandia                                                                | Amichevole                                                               | -                                                                        | 60’                                                                      |
| 28-5-2004                                                                | Tampere                                                                  | Finlandia                                                                | 1 – 3                                                                    | Svezia                                                                   | Amichevole                                                               | -                                                                        | 80’                                                                      |
| 18-8-2004                                                                | Bucarest                                                                 | Romania                                                                  | 2 – 1                                                                    | Finlandia                                                                | Qual. Mondiali 2006                                                      | -                                                                        |                                                                          |
| 4-9-2004                                                                 | Tampere                                                                  | Finlandia                                                                | 3 – 0                                                                    | Andorra                                                                  | Qual. Mondiali 2006                                                      | -                                                                        | 73’                                                                      |
| 9-10-2004                                                                | Tampere                                                                  | Finlandia                                                                | 3 – 1                                                                    | Armenia                                                                  | Qual. Mondiali 2006                                                      | -                                                                        | 83’                                                                      |
| 13-10-2004                                                               | Amsterdam                                                                | Paesi Bassi                                                              | 3 – 1                                                                    | Finlandia                                                                | Qual. Mondiali 2006                                                      | -                                                                        | 60’ 72’                                                                  |
| 17-11-2004                                                               | Messina                                                                  | Italia                                                                   | 1 – 0                                                                    | Finlandia                                                                | Amichevole                                                               | -                                                                        |                                                                          |
| 8-2-2005                                                                 | Strovolos                                                                | Lettonia                                                                 | 1 – 2                                                                    | Finlandia                                                                | Amichevole                                                               | 1                                                                        | 78’                                                                      |
| 9-2-2005                                                                 | Strovolos                                                                | Cipro                                                                    | 1 – 2                                                                    | Finlandia                                                                | Amichevole                                                               | -                                                                        | 69’                                                                      |
| 26-3-2005                                                                | Praga                                                                    | Rep. Ceca                                                                | 4 – 3                                                                    | Finlandia                                                                | Qual. Mondiali 2006                                                      | 1                                                                        | 78’                                                                      |
| 2-6-2005                                                                 | Helsinki                                                                 | Finlandia                                                                | 0 – 1                                                                    | Danimarca                                                                | Amichevole                                                               | -                                                                        | 76’                                                                      |
| 8-6-2005                                                                 | Helsinki                                                                 | Finlandia                                                                | 0 – 4                                                                    | Paesi Bassi                                                              | Qual. Mondiali 2006                                                      | -                                                                        | 28’                                                                      |
| 7-9-2005                                                                 | Tampere                                                                  | Finlandia                                                                | 5 – 1                                                                    | Macedonia                                                                | Qual. Mondiali 2006                                                      | -                                                                        | 80’                                                                      |
| 8-10-2005                                                                | Helsinki                                                                 | Finlandia                                                                | 0 – 1                                                                    | Romania                                                                  | Qual. Mondiali 2006                                                      | -                                                                        | 62’                                                                      |
| 12-10-2005                                                               | Helsinki                                                                 | Finlandia                                                                | 0 – 3                                                                    | Rep. Ceca                                                                | Qual. Mondiali 2006                                                      | -                                                                        |                                                                          |
| 28-2-2006                                                                | Larnaca                                                                  | Finlandia                                                                | 0 – 0 dts (1 – 3 dtr)                                                    | Kazakistan                                                               | Amichevole                                                               | -                                                                        | cap. 78’                                                                 |
| 25-5-2006                                                                | Göteborg                                                                 | Svezia                                                                   | 0 – 0                                                                    | Finlandia                                                                | Amichevole                                                               | -                                                                        | 66’                                                                      |
| 16-8-2006                                                                | Helsinki                                                                 | Finlandia                                                                | 1 – 2                                                                    | Irlanda del Nord                                                         | Amichevole                                                               | -                                                                        | 74’                                                                      |
| 2-9-2006                                                                 | Bydgoszcz                                                                | Polonia                                                                  | 1 – 3                                                                    | Finlandia                                                                | Qual. Euro 2008                                                          | -                                                                        | 67’                                                                      |
| 6-9-2006                                                                 | Helsinki                                                                 | Finlandia                                                                | 1 – 1                                                                    | Portogallo                                                               | Qual. Euro 2008                                                          | 1                                                                        | 65’                                                                      |
| 7-10-2006                                                                | Erevan                                                                   | Armenia                                                                  | 0 – 0                                                                    | Finlandia                                                                | Qual. Euro 2008                                                          | -                                                                        | 83’                                                                      |
| 15-11-2006                                                               | Helsinki                                                                 | Finlandia                                                                | 1 – 0                                                                    | Armenia                                                                  | Qual. Euro 2008                                                          | -                                                                        |                                                                          |
| 28-3-2007                                                                | Baku                                                                     | Azerbaigian                                                              | 1 – 0                                                                    | Finlandia                                                                | Qual. Euro 2008                                                          | -                                                                        | 86’                                                                      |
| 2-6-2007                                                                 | Helsinki                                                                 | Finlandia                                                                | 0 – 2                                                                    | Serbia                                                                   | Qual. Euro 2008                                                          | -                                                                        | 62’                                                                      |
| 6-6-2007                                                                 | Helsinki                                                                 | Finlandia                                                                | 2 – 0                                                                    | Belgio                                                                   | Qual. Euro 2008                                                          | 1                                                                        |                                                                          |
| 22-8-2007                                                                | Tampere                                                                  | Finlandia                                                                | 2 – 1                                                                    | Kazakistan                                                               | Qual. Euro 2008                                                          | -                                                                        |                                                                          |
| 8-9-2007                                                                 | Belgrado                                                                 | Serbia                                                                   | 0 – 0                                                                    | Finlandia                                                                | Qual. Euro 2008                                                          | -                                                                        | 78’                                                                      |
| 12-9-2007                                                                | Helsinki                                                                 | Finlandia                                                                | 0 – 0                                                                    | Polonia                                                                  | Qual. Euro 2008                                                          | -                                                                        | 72’                                                                      |
| 13-10-2007                                                               | Bruxelles                                                                | Belgio                                                                   | 0 – 0                                                                    | Finlandia                                                                | Qual. Euro 2008                                                          | -                                                                        | 89’                                                                      |
| 17-10-2007                                                               | Helsinki                                                                 | Finlandia                                                                | 0 – 0                                                                    | Spagna                                                                   | Amichevole                                                               | -                                                                        |                                                                          |
| 17-11-2007                                                               | Helsinki                                                                 | Finlandia                                                                | 2 – 1                                                                    | Azerbaigian                                                              | Qual. Euro 2008                                                          | -                                                                        | 59’                                                                      |
| 21-11-2007                                                               | Porto                                                                    | Portogallo                                                               | 0 – 0                                                                    | Finlandia                                                                | Qual. Euro 2008                                                          | -                                                                        | 75’                                                                      |
| 2-2-2008                                                                 | Pafo                                                                     | Finlandia                                                                | 0 – 1                                                                    | Polonia                                                                  | Amichevole                                                               | -                                                                        | 59’                                                                      |
| 6-2-2008                                                                 | Atene                                                                    | Grecia                                                                   | 2 – 1                                                                    | Finlandia                                                                | Amichevole                                                               | -                                                                        | 76’                                                                      |
| 26-3-2008                                                                | Sofia                                                                    | Bulgaria                                                                 | 2 – 1                                                                    | Finlandia                                                                | Amichevole                                                               | -                                                                        |                                                                          |
| 29-5-2008                                                                | Ankara                                                                   | Turchia                                                                  | 2 – 0                                                                    | Finlandia                                                                | Amichevole                                                               | -                                                                        | 61’                                                                      |
| 2-6-2008                                                                 | Helsinki                                                                 | Finlandia                                                                | 1 – 1                                                                    | Bielorussia                                                              | Amichevole                                                               | -                                                                        |                                                                          |
| 20-8-2008                                                                | Helsinki                                                                 | Finlandia                                                                | 2 – 0                                                                    | Israele                                                                  | Amichevole                                                               | 2                                                                        |                                                                          |
| 10-9-2008                                                                | Helsinki                                                                 | Finlandia                                                                | 3 – 3                                                                    | Germania                                                                 | Qual. Mondiali 2010                                                      | 1                                                                        |                                                                          |
| 11-2-2009                                                                | Lisbona                                                                  | Portogallo                                                               | 1 – 0                                                                    | Finlandia                                                                | Amichevole                                                               | -                                                                        |                                                                          |
| 28-3-2009                                                                | Cardiff                                                                  | Galles                                                                   | 0 – 2                                                                    | Finlandia                                                                | Qual. Mondiali 2010                                                      | 1                                                                        |                                                                          |
| 1-4-2009                                                                 | Oslo                                                                     | Norvegia                                                                 | 3 – 2                                                                    | Finlandia                                                                | Amichevole                                                               | 1                                                                        |                                                                          |
| 6-6-2009                                                                 | Helsinki                                                                 | Finlandia                                                                | 2 – 1                                                                    | Liechtenstein                                                            | Qual. Mondiali 2010                                                      | 1                                                                        |                                                                          |
| 10-6-2009                                                                | Helsinki                                                                 | Finlandia                                                                | 0 – 3                                                                    | Russia                                                                   | Qual. Mondiali 2010                                                      | -                                                                        |                                                                          |
| 5-9-2009                                                                 | Lankaran                                                                 | Azerbaigian                                                              | 1 – 2                                                                    | Finlandia                                                                | Qual. Mondiali 2010                                                      | 1                                                                        |                                                                          |
| 9-9-2009                                                                 | Vaduz                                                                    | Liechtenstein                                                            | 1 – 1                                                                    | Finlandia                                                                | Qual. Mondiali 2010                                                      | -                                                                        |                                                                          |
| 10-10-2009                                                               | Helsinki                                                                 | Finlandia                                                                | 2 – 1                                                                    | Galles                                                                   | Qual. Mondiali 2010                                                      | -                                                                        | 88’                                                                      |
| 14-10-2009                                                               | Amburgo                                                                  | Germania                                                                 | 1 – 1                                                                    | Finlandia                                                                | Qual. Mondiali 2010                                                      | 1                                                                        | 72’                                                                      |
| 18-1-2010                                                                | Malaga                                                                   | Corea del Sud                                                            | 2 – 0                                                                    | Finlandia                                                                | Amichevole                                                               | -                                                                        | 60’                                                                      |
| 3-3-2010                                                                 | Ta' Qali                                                                 | Malta                                                                    | 1 – 2                                                                    | Finlandia                                                                | Amichevole                                                               | -                                                                        | 83’                                                                      |
| 29-5-2010                                                                | Cracovia                                                                 | Polonia                                                                  | 0 – 0                                                                    | Finlandia                                                                | Amichevole                                                               | -                                                                        |                                                                          |
| 3-9-2010                                                                 | Chișinău                                                                 | Moldavia                                                                 | 2 – 0                                                                    | Finlandia                                                                | Qual. Euro 2012                                                          | -                                                                        |                                                                          |
| 7-9-2010                                                                 | Rotterdam                                                                | Paesi Bassi                                                              | 2 – 1                                                                    | Finlandia                                                                | Qual. Euro 2012                                                          | -                                                                        | 69’                                                                      |
| Totale                                                                   |                                                                          | Presenze (3º posto)                                                      | 106                                                                      |                                                                          | Reti (4º posto)                                                          | 22                                                                       |                                                                          |

## Palmarès

### Club

#### Competizioni nazionali
- Campionato scozzese: 2

Rangers: 1998-1999, 1999-2000
- Coppa di Scozia: 2

Rangers: 1998-1999, 1999-2000
- Coppa di Lega scozzese: 1

Rangers: 1998-1999